# 재즈와이즈
재즈와이즈(영어: Jazzwise)는 1997년 창간한 영국의 재즈 잡지이다. 재즈와이즈는 재즈부터 즉흥 음악, 하드 밥, 재즈 록, 비밥, 클래식 재즈, 재즈 크로스오버, 재즈 펑크, 재즈 힙합, 재즈 일렉트로니카 등 재즈와 관련된 하위 장르 모두를 다룬다. 잡지 내 구성은 뉴스, 영국 내 공연 소식, 가십 칼럼, 재즈-온-필름(jazz-on-film) 페이지, 오피니언 칼럼, 심층 사설 및 CD, 재발매, LP, DVD, 책, 라이브 공연 등의 리뷰로 이루어져 있다. 속보는 재즈와이즈 웹사이트에도 함께 올라온다. 또한 매년 11월에 열리는 런던 재즈 페스티벌에서 열리는 평론 작성 워크숍 및 인턴 제도로 새 재즈 평론가를 양성한다.